# Élections municipales serbes de 2023
Les élections municipales serbes de 2023 ont lieu le 17 décembre 2023 afin de renouveler pour quatre ans les conseillers municipaux de 65 municipalités dont la capitale, Belgrade. Le scrutin a lieu le même jour que des élections législatives anticipées, le contexte de ces dernières étant à l'origine de la démission des maires des municipalités concernées.

## Belgrade
- Maire sortant : Aleksandar Šapić (SNS)

Bleu : SNS - Rouge : SPN

- Maire élu : Élection annulée

|                          |                                                |           |       |        |               |
| Parti ou coalition       | Parti ou coalition                             | Voix      | %     | Sièges | +/-           |
|                          | Ensemble, nous pouvons tout faire (SNS)        | 366 095   | 39,98 | 49     | 1             |
|                          | Serbie contre la violence (DS – SSP – ZLF – Z) | 325 115   | 35,50 | 43     | 8             |
|                          | Alternative démocratique nationale (NADA)      | 56 360    | 6,15  | 7      | en stagnation |
|                          | Nous – La voix du peuple (MI)                  | 50 402    | 5,50  | 6      | Nv.           |
|                          | Coalition SPS (SPS – JS – ZS)                  | 44 624    | 4,87  | 5      | 3             |
|                          | Rassemblement national (SSZ – Dveri)           | 24 206    | 2,64  | 0      | 7             |
|                          | Autres partis                                  |           |       | 0      | 5             |
|                          |                                                |           |       |        |               |
| Suffrages exprimés       | Suffrages exprimés                             | 915 788   | 97,86 |        |               |
| Votes blancs et nuls     | Votes blancs et nuls                           | 20 064    | 2,14  |        |               |
| Total                    | Total                                          | 935 852   | 100   | 110    | en stagnation |
| Abstentions              | Abstentions                                    | 677 707   | 41,53 |        |               |
| Inscrits / participation | Inscrits / participation                       | 1 613 369 | 58,47 |        |               |